# Ервін Н'Ґапет
Ервін Н'Ґапет (Ервін Нґапет, Ервін Н'Гапет, Ервін Нгапет; фр. Earvin Ngapeth, англ. Earvin N'Gapeth; нар. 12 лютого 1991) — французький волейболіст, догравальник, гравець збірної Франції, олімпійський чемпіон Токіо-2020. Переможець і MVP Волейбольної Ліги Націй 2022.

## Життєпис
Народжений 12 лютого 1991 року. Батько — французький волейболіст і тренер камерунського походження Ерік Н'Ґапет, нині — наставник «Нансі».
Ервін утік із кемеровського «Кузбасу», який тренував його тато.
У серпні 2017 року американський сайт «Gazetterview» опублікував статтю про 10 найбільш високооплачуваних професійних волейболістів, список яких очолив Вільфредо Леон, а другим став Ервін Н'Ґапет — гравець італійської «Модени» із зарплатою 1,35 млн $ на рік.
Від початку сезону 2021—2022 є гравецм італійського клубу «Leo Shoes PerkinElmer Modena» («Модена»; серед одноклубників — Німір Абдель-Азіз, Йоанди Леал, Бруну де Резенде, Драґан Станкович, мододший брат Свон Н'Ґапет).

### Досягнення
- Олімпійський чемпіон 2020 (Токіо), 2024 (Париж)
- Фіналіст Ліги чемпіонів ЄКВ 2019
- Найкращий гравець фінальної частини Олімпійських ігор 2024